# Наутичко село „Бисер”
Наутичко село „Бисер” је туристичка атракција Београда и општине Сурчин. Налази се у насељу Бољевци, а чини га комплекс од 16 кућа на води.

## Опште информације
Наутичко село налази се на левој обали реке Саве, 35 км узводно од центра Београда, односно 29 км копненим путем. Наутичко село „Бисер” прво је направљено село овог типа у Србији, а чини га 16 кућица на води које у низу и изгледају као накит обале, а популарно их зову „савски бисери”. Погодно је за одмор, рекреацију, риболов и организацију манифестација.
Кућице наутичког села су модерно опремљене, а село такође нуди конгресну салу. Куће на води имају градску воду и канализацију, а главна стаза на води уједно је и марина за педесет везова, док се у средини села налази брод-ресторан са великом терасом са везовима за мања пловила. У оквиру комплекса налази се и марина где посетиоци могу оставити своја пловила, као и место за чување кућних љубимаца. Посетиоци села могу користити терене за фудбал на песку, одбојку, бициклистичку стазу, купалишта и плажу у току сезоне, парк прилагођен најмлађим посетиоцима, а недалеко се налази и паркинг. Наспрам села на обали налази се излетиште површине 12 хектара са масивним дрвећем. До комплекса се са копна долази преко два зглобна моста, а цело село је стабилизовано са тридесет шипова дужине 24 метра.